# カーマニア
カーマニアとは、自動車およびこれに関する事象を対象とする趣味（自動車趣味）を持つ人を指す和製英語である。英語のcar enthusiast（カー・エンスージアスト）を略して「カーエンスー」「エンスー」とも言われる。
バスなどの商用車を趣味とする者とは区別されることもあるが、バスやトラックなどの大型商用車も自動車であるため、当然に自動車趣味という側面も持つ（バスファンも参照）。
イギリス英語ではPetrolhead（Petro head）、アメリカではGearheadやCar guy（男性の場合）と呼ぶ。

## 概要
カーマニアはマニアの中でも自動車に関連する事象に対する指向のある者を指す。一般に自動車といっても、歴史的価値を持つクラシックカー（または旧車）、大衆への普及を目指した大衆車、高価な高級車、性能重視のスポーツカー、高性能かつ高価で市販車としては過剰性能の域にあるスーパーカーまで多岐に渡り、その一方でミニカーのような簡易な車体と小型のエンジンを積んだものもあり、その各々に熱狂的なファンや愛好者がいるなどしており、このカーマニアと呼ばれる者にあっても同様である。

## 関心の対象
自動車産業が盛んな地域では盛んにモーターショーが開催されるが、このイベントでは最新の新型車からコンセプトカーのような試作ないし企業の技術力に関する広報活動の延長上で示される展示物が並ぶが、これが一般ではカーマニアの祭典とも目される。
その一方でモータースポーツの分野ではレーシングカーなど一般の道路を走行できない特別仕様の自動車でスピードが競われるが、これもまたカーマニアの興味の対象である。
また、博物館のうちでも自動車に特化した分野の展示物を集めた自動車博物館や交通博物館があり、これも自動車愛好家を集める。
このほかにもミニチュア（スケールモデル）の玩具であるミニカー（前出の簡易な車両とは別）に関心を示す者もおり、ミニカーのコレクターも存在する。そのコレクションの対象も、ミニカーのような模型以外にも、自動車エンブレムに関心を示す者や、自動車メーカーの提供したノベルティに関心を示す者など、多様なジャンルが存在する。
ただ、これらは各々興味の分野が自動車という接点があるだけで、そのどれかに興味があるからといって、それ以外の自動車関連事物に興味を抱くかは別の話である。
これ以外にも、自分の所有する自動車のみを愛好し、これを大切にする者もカーマニアの範疇に含める場合もある。その楽しみ方も、大事に手入れしてあまり乗らず飾るようなものから、運転することを楽しむ者、ドレスアップしたり改造車にして楽しむ者、室内居住性を追求するものなど、様々な系統が見出せる。